# Узень (река)
Узе́нь (баш. Өйәҙән) — река в России, протекает в Республике Башкортостан. Устье реки находится в 30 км от устья по правому берегу реки Уршак. Длина реки составляет 64 км, площадь водосборного бассейна 646 км². Правый приток — Иленька

## Данные водного реестра
По данным государственного водного реестра России относится к Камскому бассейновому округу, водохозяйственный участок реки — Белая от водомерного поста села Охлебино до города Уфы, без рек Уфы (от истока до посёлка городского типа Шакши) и Дёмы (от истока до водомерного поста у деревни Бочкарёвки), речной подбассейн реки — Белая. Речной бассейн реки — Кама.